# Mamma per caso
Mamma per caso è una miniserie televisiva italiana del 1997 diretta da Sergio Martino.
La fiction segnò il ritorno all'attività di attrice dopo molti anni per Raffaella Carrà.

## Trama
Nicoletta è una giornalista in carriera fidanzata da una vita con Giorgio; la coppia non ha avuto figli. Un giorno la sorella Annamaria scopre che il marito Carlo la tradisce con una ragazza spagnola e parte per riconquistarlo. Nicoletta dovrà gestirsi abilmente tra il lavoro, le attenzioni di un ammiratore (che si scoprirà essere il suo collega Stefano Arrighi) e le preoccupazioni per i tre nipoti: una bella adolescente, un giovane studente e un bimbo piccolo.

## Puntate
| Episodio | Prima TV        | Telespettatori | Share  | Fonte |
| -------- | --------------- | -------------- | ------ | ----- |
| 1        | 19 ottobre 1997 | 6.231.000      | 25,19% | [ 1 ] |
| 2        | 20 ottobre 1997 | 6.742.000      | 24,87% | [ 2 ] |
| 3        | 26 ottobre 1997 | 5.353.000      | 22,15% | [ 3 ] |
| 4        | 2 novembre 1997 | 6.623.000      | 24,26% | [ 4 ] |
| Media    | Media           | 6.237.000      | 24,11% |       |

## Distribuzione
La miniserie venne trasmessa in prima visione su Rai 1 durante l'autunno del 1997.